# Incidente stradale di Bridget Driscoll
L'incidente stradale di Bridget Driscoll avvenne a Londra il 17 agosto 1896.
Si tratta del primo sinistro automobilistico della storia riguardante un pedone e del primo incidente automobilistico mortale in Gran Bretagna. La vittima fu la quarantaquattrenne Bridget Driscoll, morta sul colpo dopo essere stata investita da un'auto in marcia a non più di 8 miglia orarie (13 km/h). L'incidente avvenne molti anni dopo la fatalità occorsa in Irlanda a Mary Ward, una scienziata schiacciata nel 1869 dalla macchina a vapore sperimentale sulla quale viaggiava, costruita da suo cugino William Parsons.

## Dinamica dell'incidente
Mentre la signora Driscoll stava attraversando la Dolphin Terrace del Crystal Palace, nel quartiere Croydon di Londra, insieme a sua figlia May e all'amica Elizabeth Murphy, venne investita da un'automobile modello Roger-Benz appartenente alla ditta Anglo-French Motor Carriage Company, la quale stava eseguendo una dimostrazione di guida. Un testimone descrisse l'andatura della macchina come "spericolata, veloce come un cavallo al galoppo" e la donna "disorientata alla vista dell'auto, immobilizzata dalla paura", nonostante il conducente le avesse urlato di farsi da parte suonando anche il clacson.
Nonostante la velocità massima dell'auto fosse 8 miglia orarie (13 km/h), tale limite era stato precedentemente abbassato meccanicamente a 4 (circa 6,4 km/h); fu a questa andatura che Arthur James Edsall, il pilota del veicolo, dichiarò di stare viaggiando quando avvenne la tragedia. La sua passeggera, Alice Standing affermò tuttavia che l'uomo aveva modificato il motore per permettere all'auto di viaggiare più velocemente, ma un tassista esaminò la macchina e ne concluse che in realtà questa non sarebbe mai stata in grado di superare le 4,5 miglia orarie (7,2 km/h), in quanto la cinghia non avrebbe potuto sopportare un tale sforzo.
L'incidente si consumò solo poche settimane dopo l'Atto del Parlamento con cui vennero innalzati i limiti di velocità a 14 miglia orarie (23 km/h), dalle precedenti 2 per le città e 4 per le aree interurbane.

## Conseguenze
Il veicolo fratturò il cranio della vittima, la quale morì sul colpo. Il tribunale emise la sentenza di "morte accidentale" dopo un'inchiesta durata sei ore, a cui non seguì nessuna condanna. Il medico legale Percy Morrison, dopo aver constatato le cause del decesso, disse di sperare che "una simile fatalità non si verifichi mai più".